# Buriti do Tocantins
Buriti do Tocantins este un oraș în Tocantins (TO), Brazilia.